# Dongeradeel
Dongeradeel (phát âmⓘ) là một đô thị ở tỉnh Friesland, phía bắc Hà Lan. Đô thị này có diện tích đất 167,27 km2 và dân số năm 2007 là 24.876.

## Các trung tâm dân số
Aalsum, Anjum, Bornwird, Brantgum, Dokkum, Ee, Engwierum, Foudgum, Hantum, Hantumeruitburen, Hantumhuizen, Hiaure, Holwerd, Jouswier, Lioessens, Metslawier, Moddergat, Morra, Nes, Niawier, Oosternijkerk, Oostrum, Paesens, Raard, Ternaard, Waaxens, Wetsens, Wierum.